# 礎石

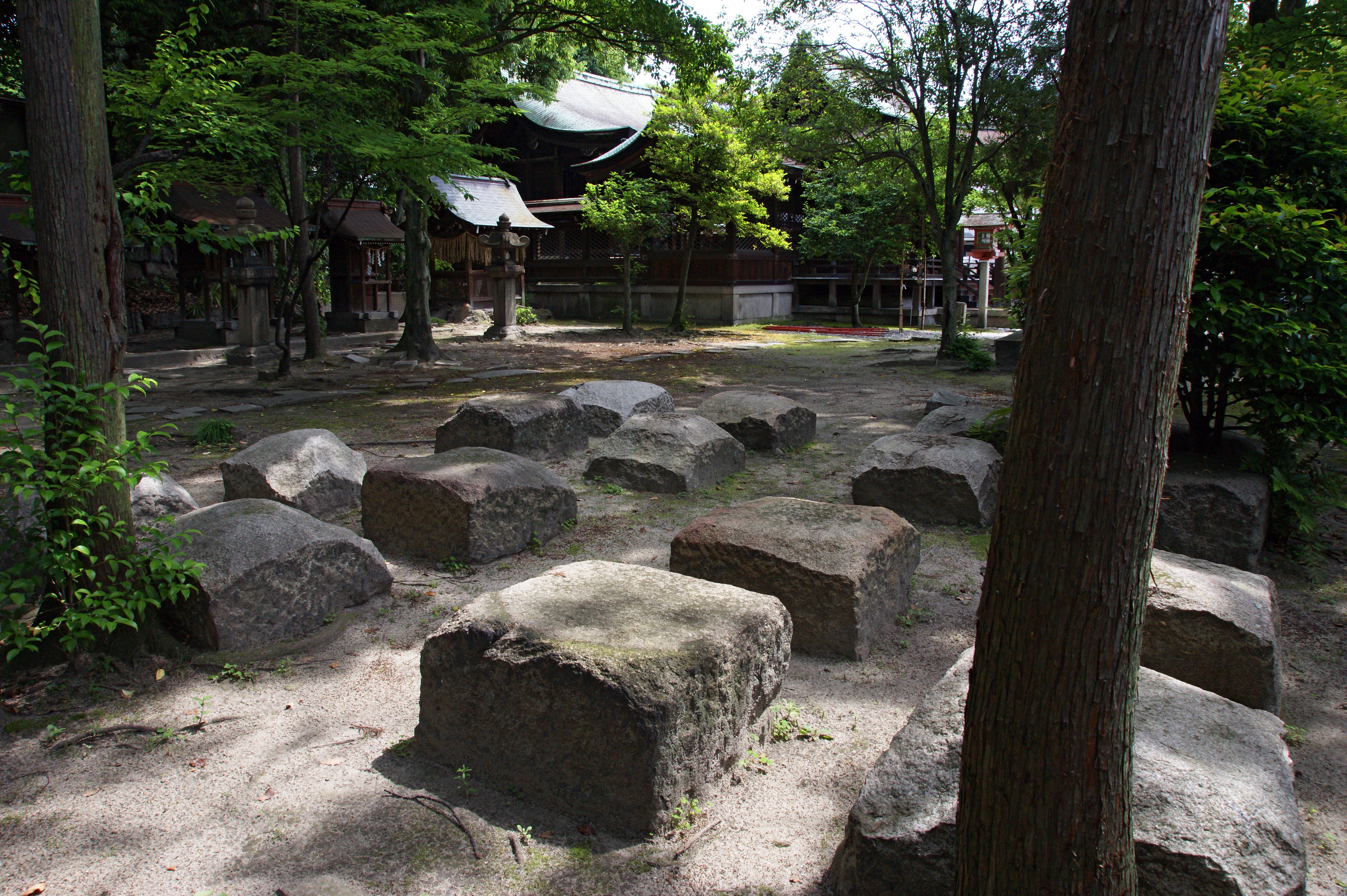
多宝塔の礎石（離宮八幡宮）

礎石（そせき）とは、建造物の基礎にあって柱などを支える石。礎石を用いた建物を礎石建物といい、掘立柱建物や土台建物と区別される。

## 礎石建物

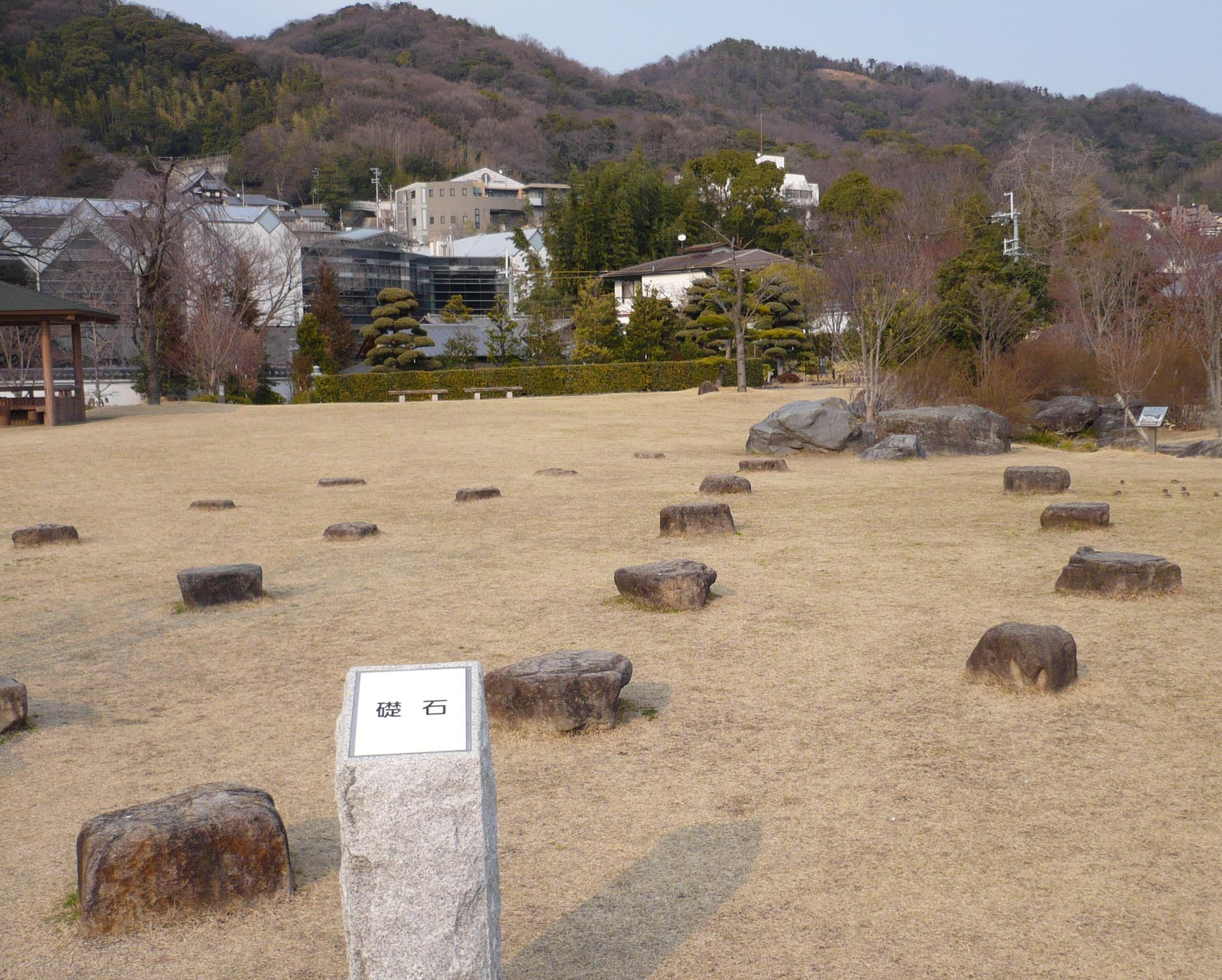
池田城 (摂津国)の御殿礎石跡

礎石を用いた礎石建物は古代中国や朝鮮半島にみられ、日本には仏教とともに伝来したとされている。礎石建物は古代城柵遺跡・国府跡・寺院跡、中世寺院跡に広くみられる。現存する世界最古の木造建築である法隆寺金堂にも礎石が用いられている。法隆寺は再建論争があったが、現存する礎石は「若草伽藍」の礎石が使われているという。
西洋建築の普及により基礎に礎石を用いた建物は次第に少なくなった。

## 定礎

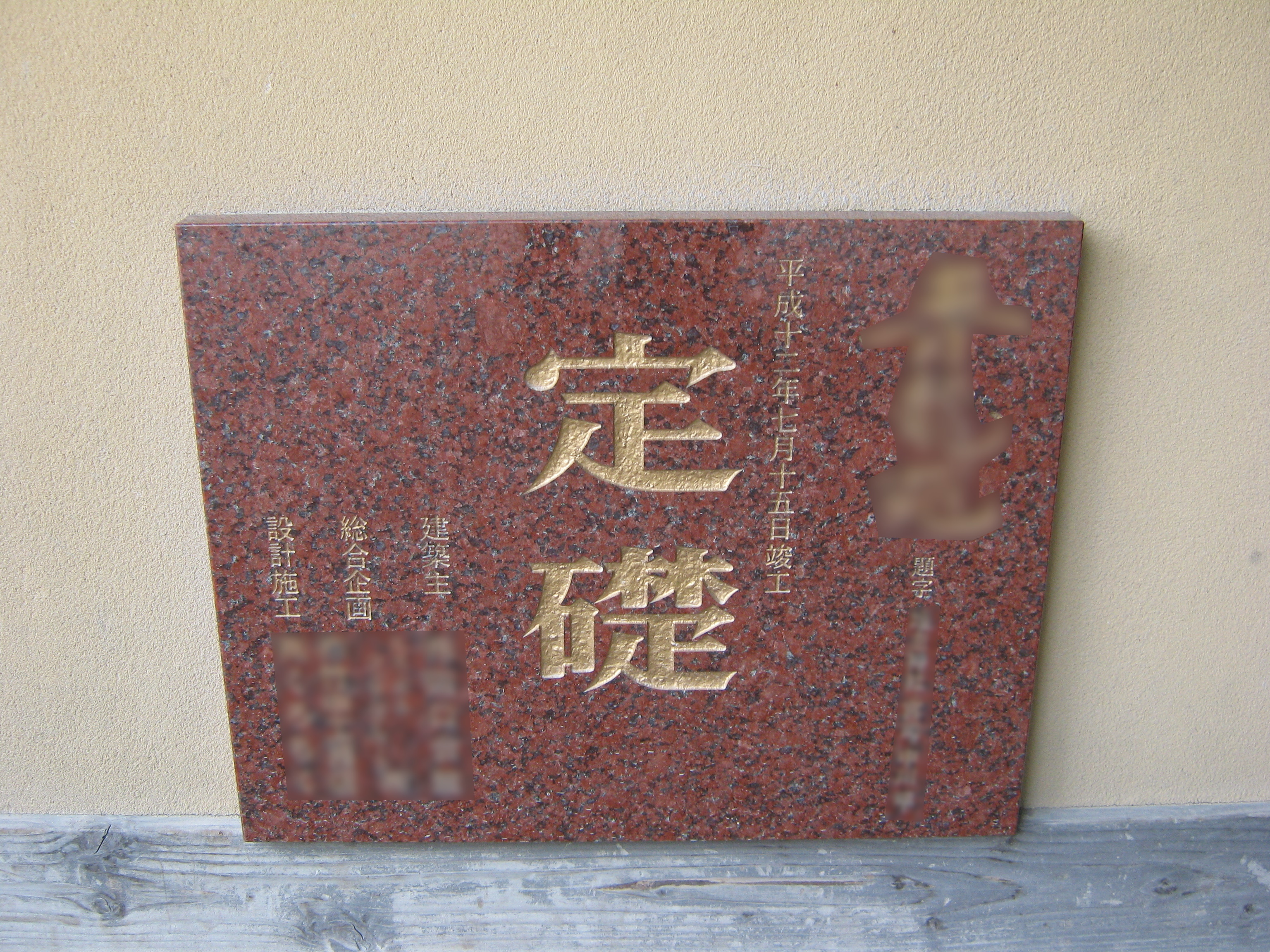
定礎板の例

定礎（ていそ）は本来は礎石建物の基礎となる礎石を定めることをいった。一方、ヨーロッパでは古代ギリシャや古代ローマの時代から建物の基準となる石に対して着工時に印をして建物の完成や存続を祈ることが行われていた。日本では西洋建築の普及により基礎に礎石を用いた建物が少なくなる一方、建物の建設時に定礎式が行われるようになった。基礎工事等は最初に行われるため定礎式は建物の仕上工事の完了時や完成時に行われるようになっている。
ビルの入口などには「定礎」と刻まれた記念プレート（定礎板）が設置されることがある。定礎板自体は蓋で、内側には鉛・銅・ステンレス製などの金属製の定礎箱が埋め込まれ、建物の図面、定礎式当日の新聞、出資者名簿などが入れられタイムカプセル化されている。保存された資料は建物解体時に資料として役立てられることもある。

## 象徴としての礎石
2001年9月11日に発生したアメリカ同時多発テロ事件への報復として、アメリカはアフガニスタンに侵攻。アフガニスタンの拠点の一つとなったバグラム空軍基地の改修工事に当たっては、ニューヨークの消防士や警官が運んだ世界貿易センタービルの瓦礫が持ち込まれ、礎石として埋め込まれた。